# Vật tổ

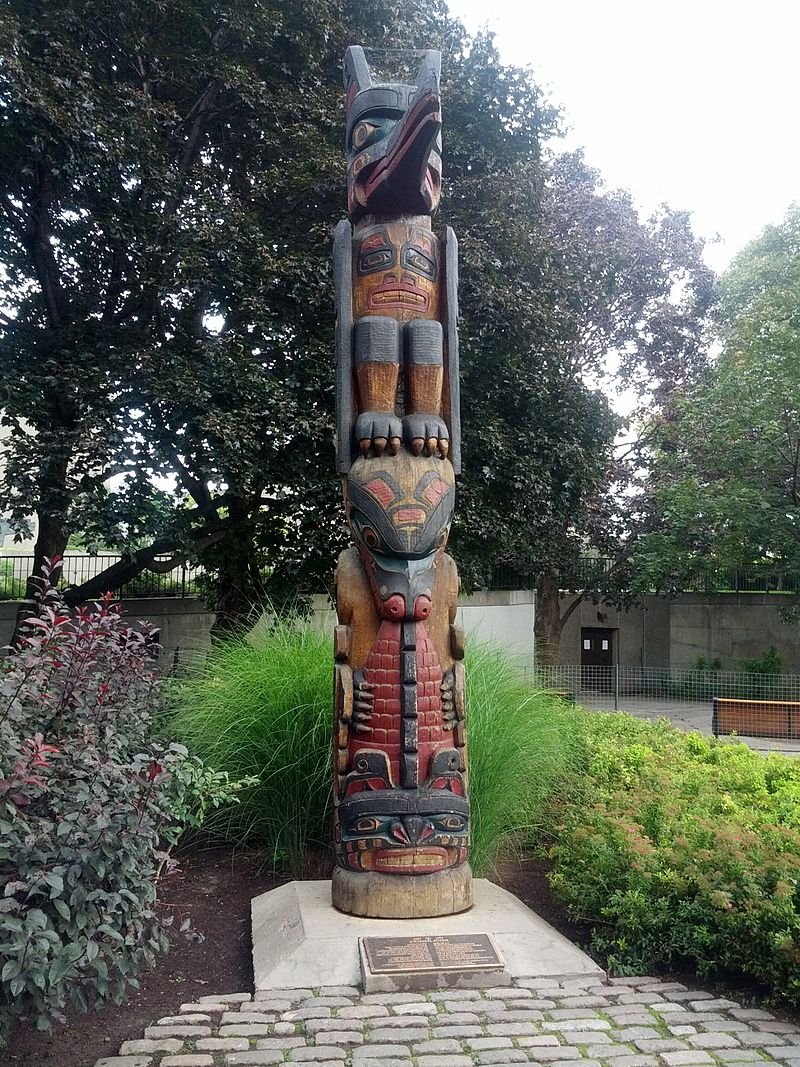
Vật tổ

Vật tổ hay tô-tem (tiếng Anh: Totem) là vật thể, ý niệm hay biểu tượng linh thiêng có ý nghĩa đối với một cộng đồng người nhất định. Tô-tem giáo là một tập tục có từ thời kì các thị tộc. Thời kì này nhận thức con người còn hoang sơ, con người vẫn còn khiếp sợ sức mạnh của tự nhiên, bởi vậy nhiều thị tộc, bộ lạc lấy một con vật nào đó coi như vật tổ của mình. Dấu tích của nó vẫn còn đến tận ngày nay qua một số họ của người Trung Quốc như: Mã (ngựa), Long (rồng). Đây là 1 tín ngưỡng rất phổ biến ở các dân tộc từ Á sang Âu.

## Vật tổ của một số dân tộc
1. Chim Lạc của người Việt.
2. Tứ linh của người Hán.
3. Chó sói của người La Mã và người Liêu.